# Phoenix Aviation
Phoenix Aviation a fost o linie aeriană din Kârgâzstan, având sediul în orașul Sharjah, din Emiratele Arabe Unite. A fost constituită în 1996 și a operat servicii de pasageri și marfă. Baza sa a fost Sharjah International Airport, cu aeroporturi de destinație în Bishkek (FRU, cod IATA) și Karachi (KHI, cod IATA).
În ciuda schimbării numelui companiei Phoenix Aviation în AVE.com, în octombrie 2005, standardele sale au rămas total neperformante. Ca atare, guvernul britanic a pus compania  pe o "listă neagră" de operatori aerieni cu standarde extrem de joase, fiind ulterior adăugată pe o listă neagră a Uniunii Europene în 2006.

## Servicii
Phoenix Aviation prestează următoarele servicii (din ianuarie 2005):
- Servicii programate local: Bishkek și Osh.

- Servicii programate internațional: Aeroportul Internațional Jinnah, Karachi.

## Flotă
Flota Aviației Phoenix Aviation are următoarele avioane:
- 8 Boeing 737-200
- 2 Iliușin Il-76TD

Au avut și un Boeing 767-200, în martie 2004, dar s-a renunțat la el în 2005.